# Мерседес-Бенц Стедіум
«Мерседес-Бенц Стедіум» (англ. Mercedes-Benz Stadium) — багатофункціональний стадіон у місті Атланта, Джорджія, США, домашня арена ФК «Атланта Юнайтед».
Стадіон побудований протягом 2014—2017 років та відкритий 26 серпня 2017 року. Проектною назвою арени була «Нью Атланта Стедіум». У 2014 році комерційні права на назву придбала німецька компанія «Mercedes-Benz».
Потужність арени становить 42 000 глядачів під час футбольних матчів та 71 000 глядачів — під час матчів з американського футболу.